# Matang Sijuek Timur
Matang Sijuek Timur is een bestuurslaag in het regentschap Aceh Utara van de provincie Atjeh, Indonesië. Matang Sijuek Timur telt 1544 inwoners (volkstelling 2010).